# Bernhard von Richthofen
Bernhard Ludwig Ernst, friherre von Richthofen, född 8 juni 1836 i Cammerau nära Schweidnitz i Schlesien, död 6 juni 1895 i Bonn, var en tysk jurist och preussisk ämbetsman. Han var lantråd i Buck i provinsen Posen från 1868, från 1875 till 1885 lantråd i Stolp i provinsen Pommern och från 1885 till sin död Berlins polispresident.

## Biografi

### Uppväxt och utbildning
Bernhard von Richthofen tillhörde adelssläkten von Richthofen och var son till kolgruveägaren och sjöofficeren Eduard von Richthofen (1801–1863) och hustrun Amalie von Schmettau (1809–1843). Han blev därmed farfars kusin till släktens mest kände medlem, stridspiloten Manfred von Richthofen, "Röde baronen", samt fars kusin till geografen Ferdinand von Richthofen. En yngre bror, Victor, blev yrkesmilitär och sedermera generallöjtnant i Preussens armé.
Bernhard von Richthofen studerade juridik vid universitetet i Halle och var där aktiv i studentcorpsen Marchia Halle.

### Ämbetsmannakarriär
Han tog 1858 tjänst i den preussiska inre förvaltningen och började karriären vid kammarrätten i Glogau (polska: Głogów). År 1868 blev han lantråd i Buck (Bok) i provinsen Posen. Han efterträdde 1874 den omstridde Hans von Gottberg i Stolp (Słupsk), som av politiska skäl tvingats till tidig pension. Kretsen Stolp sågs som ett särskilt utmanande förvaltningslän på grund av sin storlek och politiska oro, och endast handplockade ämbetsmän sattes in här. Richthofen hade i uppdrag att genomdriva regeringens politiska program.
I oktober 1885 utsågs Richthofen till polispresident i Berlin. I denna roll var han ansvarig för att övervaka genomdrivandet av socialistlagen i Berlin. Han agerade 1892 utan framgång för att förbjuda Freie Volksbühne, som han ansåg var en farlig socialistisk propagandaorganisation.
Richthofens dom över naturalismens dramer blev nästintill ett bevingat ordspråk. När han förbjöd det i oktober 1890 planerade uruppförandet av pjäsen Sodoms undergång av Hermann Sudermann, motiverade han beslutet inför teaterdirektören för Lessingtheater, Oscar Blumenthal, med orden "Die Janze Richtung passt uns nicht." (Berlindialektalt, ungefär: "Den hela riktningen är inte i vår smak.") Efter att Blumenthal vädjat till den preussiska inrikesministern Ernst Ludwig Herrfurth och kortare stycken i pjäsen strukits upphävde Richthofen förbudet på ministerns anmodan.
Tidskriften Daheim skildrade sedermera Richthofen i sin dödsruna som "skarp och handlingskraftig", "outröttligt flitigt arbetande", som "genom sin stora personliga älskvärdhet" och sitt "spirituella, vinnande sätt" gjorde sig populär bland de som han kom i kontakt med i ämbetet. Enligt ett rykte med Hans von Tresckow som upphovsman kunde Richthofens befordran till polischef i Berlin härledas till Otto von Bismarcks personliga önskan att tillsätta en släkting till hustrun Johanna von Puttkamer, Richard von Puttkamer, som lantråd i Stolp. Tresckow skildrade inte bara sin ogifte överordnade som brysk och otillgänglig, om än flitig, men tillskrev honom även en "böjelse för det manliga könet". Leopold von Meerscheidt-Hüllessem, chef för homosexualitetsavdelningen vid Berlinpolisen, hade satt Richthofen under spaning i hemlighet, dock utan att kunna upptäcka några direkt graverande omständigheter. Richthofen upptäckte sina övervakare och ställde Hüllesem till svars.
Philipp av Eulenburg, Friedrich von Holstein och Alfred von Kiderlen-Wächter karakteriserade Richthofen som inkompetent, "flegmatisk" och opålitlig. Särskilt Eulenburg verkade enligt egen utsago för att få Richthofen avskedad. Samtidigt försökte statssekreteraren vid Tysklands utrikesministerium, Adolf Marschall von Bieberstein, få bort Richthofen från sitt ämbete, eftersom Richthofen, enligt Tresckow, inte följt Biebersteins önskemål om att sätta spaning på Herbert von Bismarck. Historikern Bernd-Ulrich Hergemöller förmodar att Richthofens plötsliga och oväntade död var ett dolt självmord. Bernhard von Richthofen avled 6 juni 1895 på universitetssjukhuset i Bonn.

## Minnesmärken
Gatan som sedan DDR-epoken heter Auerstrasse i Friedrichshain i Berlin bar fram till 1951 namnet Richthofenstrasse efter Bernhard von Richthofen.